# もやしもんの登場キャラクター
もやしもんの登場人物では、石川雅之による日本の漫画作品『もやしもん』および同作原作のアニメに登場する人物などについて説明する。
- 声はアニメにおける声優。
- 演はテレビドラマにおける俳優

## 主要人物
沢木 惣右衛門 直保（さわき そうえもん ただやす）
声 - 阪口大助、演 - 中村優一
本作の主人公。農学部1年（最終話:農学部2年）。「もやし屋」こと種麹屋の次男坊。「惣右衛門」は実家の屋号で、普段は「沢木 直保（さわき ただやす）」と屋号を省略する。菌やウイルスが肉眼で見え、指で掴んだり会話したりすることも出来るという不思議な能力を持つが、周囲の人々には信じてもらえず、幼い頃から変わり者扱いを受けることから、他人と距離をおいてきたためコミュニケーション能力は高くない。背が低いことがコンプレックスになっており、身長は自称160センチだが、それほどないことは公然の秘密である。
東京での「チャラいキャンパスライフ」に憧れて幼馴染の蛍と共に「某農大」に進学し、祖父の古い友人である樹教授に能力を買われて発酵蔵のメンバーに加わる。最初は何となく研究室に顔を出し続けているだけだったが、一時的に菌が見えなくなったことで自分が発酵蔵に残る理由を見失い、改めて自身の能力を見つめ直すことで、自らの意思で醗酵蔵に残ることを決意する。実は菌が見えなくなる状況は過去にもあり、ひどく驚いた場合などに起こっている。
菌が見える能力と優柔不断な性格が原因で、様々な騒動に巻き込まれる。ドラマ版ではカナヅチという設定だが、原作では泳いでいる描写がある。
幼い頃から父親に「長男である直継を保（まも）り、家を保れ」と言われながら育てられてきたが、直継が家を出て行ってしまったため、本来なら入らなかったはずの沢木某に無理矢理入れられることになり戸惑いを覚え、勝手に出て行った直継に対して恨みの念ももっていたが、アメリカで直継と再会し話し合ってからは吹っ切れた。
能力は自分だけが菌が見え、会話できる能力だったはずだが13巻では自分だけでなく他人にも菌が見え、会話できるようになるというさらに強化された能力を発動している。その際はいつものデフォルメ菌が見えるだけではなく強い発光現象も起きる。但し、その後も同じ現象が継続しているかは不明である。
結城 蛍（ゆうき けい）
声 - 斎賀みつき、演 - 岡本あずさ（女装時）／小比類巻太信（回想時）
「某農大」農学部1年（最終話:農学部2年）。沢木の幼馴染であり彼の能力の理解者。整った顔立ちの美形であるが、当の本人は幼い頃から女の子のような顔立ちと言われることを嫌っている。武藤は「女の子みたいな子」と指摘したことがあるが、沢木によるとそれは禁句である。
実家は造り酒屋で日本酒についてかなり詳しい。火落ち菌が原因で実家の杜氏が自殺してしまったのを目の当たりにしたことから、火落ち菌を非常に憎んでいる。第14話で休学すると宣言し、第15話を最後に連載1年近く登場しなかったが、第37話で黒いゴシックロリータ調の女装で再登場する。現在、日吉酒店預かりの立場で理想の酒販形態について思索中。醗酵蔵のメンバーからは沢木の「彼女」とされており、本人は意識していないがマリーの存在を仄めかされて殴りつけたり、言葉遣いが沢木にだけ違ったりと行動として表れているが、本人は同性愛については完全に否定している。また、性同一性障害ではないかという話も出ていたが現在のところ有耶無耶になっている。
アメリカにマリーを迎えに行った沢木たちの後を追い、自身も樹と共に渡米。フランスでの出来事から国際運転免許証を取得しており、アメリカでの自動車移動は全て蛍が担当した。ケンタッキー州ルイビルで当のマリーと対面し、気恥ずかしさからゴスロリ服を止め、男の格好に戻るが、マリーも同様に思っていることを知り、一瞬にして黒いゴスロリ服に戻った。
ミス農大落としには全然興味がなかったが、トトカルチョのために結城を立候補させようとしていた美里や自治寮レジスタンスに渡米やらミス農大落としやらでのびのびになっていた日本酒酒造を手伝うのなら、という条件をつけて参戦。真の性別を知らぬ学生らから支持を得ることに成功した。しかし宏岡によって「『結城 蛍』という生徒は男性しかいない」とばらされてしまうが、美里の機転で彼女（本当は彼だが）は双子の妹の「結城 蛍（ほたる）」であり、「風邪で試験を受けられなくなった兄の代わりに受けた所、合格してしまい兄名義で某農大に進学することになってしまった」という設定になってしまった。結局、泥酔した武藤の暴走で翌日に水着審査を行うことになったため美里らに棄権を表明した。本人がそのことを農志会に伝えようと当日に会場に足を運んだ時にはすでに替え玉となっていた長谷川が舞台に上がっていた。
ドラマ版では最初から女性の姿で登場し、沢木も本人が目の前で電話をかけ地声で話すまで正体がわからなかった。また、2リットルのペットボトルの水を一気飲みしたり、大量に野菜を詰んだ荷台をひいて爆走するなど、女性が演じているにもかかわらず、原作にはない男らしい描写が多く見られた。
のちに成立した「男の娘」に分類されることもあるキャラクターである。漫画評論家の永山薫は、蛍の女装を、女装分類のうちの日常女装、変装、コスプレに分類しつつも、欧米のblolitaに近いものがあり、そこには抑圧された同性愛の傾向も見られると分析している。
樹 慶蔵（いつき けいぞう）
声 - 西村知道、演 - 黒沢年雄
「某農大」の老教授で、沢木の祖父とは、20年来の古い友人。菌によるテラフォーミングの思想を支持している。あらゆる場面で持論を語り始めるが、話が非常に長いため、沢木達は語りが終わるまで距離を置いて避難している。研究者としての立場から非情ともとれる発言をすることもある一方で、研究のモットーとする実学として美里と川浜が口噛み酒を作ったことに感銘を受け借金をチャラにするなど愛嬌のある行動もある。
私生活はミステリアスで、実年齢すら明かされていない。戦時中、航空燃料についての研究にあたっていた。政財界に太いパイプがあるようで、「夜の日吉酒場」を通じて策謀を巡らす事もある。顔が広く、色々な人に支持されているが、長谷川の父とUFO研の学生、UFO研の蒼井が所属するゼミの教授にはよく思われていない。
長谷川 遥（はせがわ はるか）
声 - 大原さやか、演 - 加藤夏希
本作のもう1人のヒロイン。「某農大」大学院生（博士課程在学）。妖艶な美貌を持つが、しかめっ面で暴力的、時に鞭を振り回すドSの女王様気質。私服もボンデージテイストで、部屋着やスポーツウェアまでタイトなものが多い。アルコールにはあまり強くなく、「リミット」と呼ばれる量を超えるアルコールを摂取して酔うと、猟奇的な台詞を口走りながら周囲の人間に暴力的に絡む特殊な酒癖が現れ、絡まれた人間に恐怖を与える。当の本人は「甘え癖」と主張するが、被害者はそうは思っていない。頼まれたら断れない性格。
実家は閨閥。実家の裕福ぶりは、一般住宅に階段があることを珍しいと発言したり、石油ストーブやインスタントラーメンといった庶民ならだれでも触れる品物を体験してなかったり、緊急渡航時にプライベート・ジェットを使えるほどである。高級マンションの上層階にある部屋で一人暮らしをしている。
非常に過保護な親に決められた許婚（龍太）がいるが、長谷川にとって龍太は幼馴染の範疇を超えない相手であり、生涯を共にするような愛情を全く感じていない。しかし、大学を卒業すればすぐにでも結婚させられてしまうため、「卒業するまでは自由でいさせてくれ」とどうにか約束を取り付けていた。もともと樹教授を尊敬して某大学に入学したこともあり、熱心に勉学に取り組んできた。当初は結婚を先延ばしにするために博士課程に進み研究に没頭していたが、いつしか大学の教職員になり何れは教授になることを目標に掲げるようになった。
父親の画策で龍太とフランスに婚前旅行させられる。旅先での紆余曲折を経て、龍太と「お互い結婚は望んでいないものだった」と気持ちを確認し、婚約は円満に解消された。その際、自分を心配してフランスまで追いかけてきた発酵蔵メンバーにも心を開き、以降は性格も若干丸くなった。また、その際の出来事から、武藤や川浜に美里との仲を度々ネタにされるようになる。当初は否定していたが、武藤に直接美里が好きかを突っ込まれた際には美里への好意を否定せず、その後美里に対し『卒業するまでにちゃんとしていれば交際を考える』という約束を交わしている。
ミス農大落としの際にはハワイに滞在していたが、美里が送った「樹教授が具合悪い」という嘘メールを読んで慌てて帰国。美里が自分を呼び戻した理由が「棄権しようとしていた蛍の身代わりになること」とわかると怒りに任せ美里を鞭で打ち、そのままとんぼ返りしようとしたが、自治寮レジスタンスの面々の必死の土下座に断り切れず身代わりになった。しかし水着審査の最後で自分の正体を明かし、美里の計画を崩壊させた。
美里 薫（みさと かおる）
声 - 小西克幸、演 - 西田幸治（笑い飯）
農学部2年（最終話:農学部3年）。レギュラー陣（発酵蔵メンバー）の中で唯一の喫煙者。自称「口噛み酒の伝承者」。川浜とは学内の自治学生寮のルームメイトでコンビで扱われることが多く、学内で日本酒の密造（ヒオチ菌によって腐敗してしまったが）を行ったりするなどちゃらんぽらんな性格だが、一時的に能力を喪失した沢木を川浜とともに長谷川らから庇ったり、婚前旅行と称してフランスに拉致された長谷川と2人で逃避行を行い、一時的に長谷川と心を通わせるハートフルなエピソードが描かれた。
フランス編以降長谷川との仲を突っ込まれる事が多いが、当初は長谷川への好意を否定していた。だが後に長谷川の印象について、他のメンバーの「丸くなった」に対し美里のみ「かわいなった（可愛くなった）」と人と違うを反応を示した。自身も次第に好意を自覚するようになった。
金儲けの為に武藤をそそのかしミス農大落としを開催させ、裏でトトカルチョも開催。さらにその裏で蛍をプロデュースするが失敗に終わる。しかし、当の本人の推薦状には結城蛍ではなく長谷川遥の名前を書いていた。
長谷川と2人で打ち上げの際、リミット寸前の長谷川から「あたしのこと好きなの？」と尋ねられて、不釣合いなのを十分承知しつつも「はい」と好意がある事を長谷川本人に伝えた。その後長谷川からは美里が卒業する2年後に今よりマシになっていれば交際してもいいと約束される。
お笑いコンビの笑い飯の西田幸治に似ていて、作中でもネタにしており、ドラマ版では実際に西田が演じている。長らく西田とは無関係であるというスタンスを作者はとっていたが、2010年8月20日にワニブックスから発売された「笑い飯全一冊」に掲載した漫画（10巻のオマケでも掲載）にて西田をモデルに描いた事を打ち明けている。
川浜 拓馬（かわはま たくま）
声 - 杉山紀彰、演 - 木村明浩（バッファロー吾郎）
農学部2年（最終話:農学部3年）。丸顔と小太りな体型でルーズな性格をしている。虫に関しては異様な熱意を燃やし、美里の作った口噛み酒にゴキブリの卵鞘を勝手に足したり（実在する製造法）、蛆虫入りチーズを披露した事もあった（実際にある製造方法だが、現在製造は禁止されている）。メキシコからの帰国子女であり、日本語のほかに英語・スペイン語を話すことができるトライリンガル。三つ子兄弟の長男なのだが他の2人は「カルロス」と「ホセ」というメキシコ風の名前で、体格等も日本人とは多少違う。兄弟の絆は強くかなり慕われている。
美里と共に金儲けをよく企むが、金儲けの方法の相違で美里と度々衝突する事がある。
特技は水泳で子供の頃メキシコでは「カリブの黄色いジュゴンちゃん」とニックネームを付けられ、3巻ではモノフィン泳法で外見からは想像できない高速遊泳を見せる。
能力を一時的に喪失した沢木を長谷川から庇い、美里と一緒に男気を見せファンレターが増えたという。女に会うシチュエーションの時は朝にアイプチをしている。
樹教授程ではないが、自分の得意ジャンルの話題になると饒舌になり止まらなくなる傾向にある。博学多才ではあるが極度の虫好きが前に出すぎて損をしている感は否めない。
及川 葉月（おいかわ はづき）
声 - 神田朱未、演 - はねゆり
農学部1年（最終話:農学部2年）。沢木とはクラスメイトである。ただの通りすがりだったところを樹に捕まりバイクに乗せて登場し、さらに頼まれてホンオフェを抱えて研究室に顔を出す。そしてその後の騒動に巻き込まれ、以後樹研究室に居つく事になる。抗菌グッズをたくさん持ち歩く除菌マニアで、顔ダニの存在を川浜から知らされた直後には自らの顔に除菌スプレーを噴射したり、電車のつり革に掴まることことに抵抗を示す潔癖症である。しかし、樹ゼミに関わっているうちに緩和されつつある。入学当初は、露出度の高い長谷川の服を借用することすら恥ずかしがっていたが、突然フランスへ連れ出された長谷川を奪還するための渡仏資金獲得のために学際の模擬店で客寄せにバニーガールの衣装を着用したり、ミス農大落としの回では、出馬表明した後にもバニー衣装を着用してアピールし、水着審査ではビキニ姿を披露している。また、ミス農大就任後は勝負服としてバニー衣装を活用している。
ミス農大落しでは蛍の大躍進ぶり、さらに「今後二度とこんなイレギュラーなタイムロス（＝ミス農大落とし）は起こさせない」と優勝した上に卒業まで君臨するつもりな彼の姿を見て「女としての矜持」から参戦。他の参戦者が途中棄権や戦意喪失した結果、消去法ながら、新ミス農大に輝いた。上級生にも負けず劣らずの抜群のプロポーションを誇っている。上級生の冷やかしにも冷静に対応するなど大人。
発酵蔵の関係者の中では唯一終盤まで沢木の能力に全く気付いておらず、7巻で沢木自身から能力の事を告げられた時にも全く信じなかった。13巻では沢木が能力を発動している事に対してツッコミや否定はしていないものの、信用するようになったのか適当に相槌入れてあしらっているのかは不明。また、蛍曰く沢木の好きなタイプらしいが、及川本人はオヤジ好きを公言しており、沢木のことはあくまで仲の良い友人としか思っていない。
なお及川は、作者の前作『週刊石川雅之』の一編『フランスの国鳥』に「葉月」という同名キャラクターが登場しており本作の欄外などで触れられている他、後の作品である『惑わない星』でも名前と容姿が流用された「及川8月」というキャラクターが登場したりと、スターシステム的に扱われている。
武藤 葵（むとう あおい）
声 - 能登麻美子、演 - ちすん
農学部3年（最終話:農学部4年）。樹研究室の唯一のゼミ生。1年生のときにミス農大に選ばれ、3年生の冬までミス農大の地位にいたほどの美人だが、本人はそのことに至って無頓着。干物女だが肩書きを気にする性格。長谷川に地球の裏側に置いていかれ、各地の発酵食品を収集しながら、陸路から自力で帰国させられたことを始め、いじられ役や汚れ役を引き受けることが多い。発酵蔵メンバーでの酒豪ナンバーワンだが酒乱癖があり、酔うと何をしだすか言い出すかわからない。本人曰く「ノリと快楽には逆らわない性質」で、及川と皮膚常在菌を共有したことも。お風呂に入ると髪がストレートに戻るが、本人はお風呂に入らない3日目ぐらいのうねりがお気に入り。
高校時代から交際していた恋人がいたが、武藤が必死にアルバイトで貯めていた同棲資金とともに失踪した。裏切られたことを認めたくない武藤は「宇宙人に連れ去られたに違いない」と現実逃避し、学内サークル「UFO研究会」の扉を叩き、一時は会長に就任していた。
樹が大事にしていたとっておきの最高級ワインを酔いに任せて次々と無駄に空けたことがある。樹から発酵蔵のリーダーに指名された際には贖罪のためにも抗うことなく、UFO研も辞め、真面目に発酵蔵の管理をしている。しかし、酒癖の悪さは相変わらずで、発酵過程の酒を摘み飲み、昼間から酒のにおいを漂わせて登校したり、泥酔すると雪の舞う屋外の植え込みで爆睡することもある。それらの行動が学生たちの間で問題視され、ミス農大としての振る舞いに相応しくないとの声が上がり、資格を剥奪されそうになる。一度は生活改善を約束するも、美里にそそのかされて暴走、農大史上初のミス農大落としの対象にされてしまう。ミス農大落としでは、再選を目指して、ミス農大獲得時と同じワンレンボブの髪型にするなど奮闘したが、蛍の替え玉として現れた長谷川に一喝され、戦意喪失。ミス農大位を返上した。
西野 円（にしの まどか）
高校3年（最終話:農学部1年）。ショートヘアの眼鏡っ娘。一見おとなしい美少女だが、性格はキツく短気な面があり毒舌で融通が利かない。思い込みが激しく、相手の都合や思惑に配慮することが苦手であり、そのために周囲から誤解を招き軋轢を生んでしまうこともしばしばである。
実家は造り酒屋。現在は父親がひとりで細々と営んでいる。桶買いを余儀なくされた実家の事情や甘んじている父親に憤りを感じ、後継者になることは考えていない。蛍と違い日本酒は飲むどころか見るのも嫌っていた。のちに沢木らの協力を得て父と和解した。
成績は優秀であり、農大入学に必要な学力を有していると樹からお墨付きを貰うほどである。
ミス農大落とし出場にあたって樹から推薦を受けている。高校3年生であったが「参加対象者は、推薦さえ受ければ別に農大生でなくてもいい」というルールの盲点を突いた樹の画策で、農大売店でド短期バイトをしていた。入学前すでに樹から沢木の能力について教えられている。12巻で沢木の能力を使って、実家の造り酒屋から自由になりたいと話しており、そのために結婚が必要だと見当違いな考えを沢木に押し付けて半ば強引に「ダーリン」と呼称し結婚を迫っていた。のちに考えを改めるが「ダーリン」呼びはそのまま継続している。
ミス農大落としの水着審査ではジャージの上着を着たままというルール違反ギリギリでありながら好評価を得た。しかし、会場にいた一部の上級生に服を全て脱ぐようヤジを飛ばされた際にキレて、壇上にあった電気ストーブを床に叩きつけて怒りを表し抗議した。
大学入試前々日に溶連菌に感染した。入試前日には病状も悪化し熱も下がらず感染症でもあり、入試を受けることは絶望的と判断される。取り乱して泣きじゃくってしまうが、寝入った頃に沢木が接吻で溶連菌を全て自分に移行させた。朝には西野の体調は全快し、無事入試を受けることができた（代わりに沢木は寝込んでしまう）。実は沢木に除菌されていた際は寝入る寸前で眠りが浅かった為に全ての出来事を覚えていた。その為後にその件で一騒動起こる事となる。

## 某農大在学者・職員
宏岡 亜矢（ひろおか あや）
声 - たかはし智秋、演 - 長宗我部陽子
農業経済学部3年生（最終話:農業経済学部4年）。チアリーダー部に所属している。武藤の親友で、バーでバーテンダーのバイトをしている。バーで働いているため酒に造詣が深い。発酵蔵メンバーではないが、武藤を介して発酵蔵メンバーの行きつけの店となり、交流をもつようになる。物語の鍵となる助言をする重要な役回りを務めることも多い。樹とタメ口で話したりするなどその存在感はかなりのもの。もやしもん唯一のたれ目キャラ。
春祭では農志会遊軍として参戦。だが春祭ルールを完全に把握していなかった為予期せぬルール違反で失格。その後は沢木達に農志会攻略のヒントを教え戦線を離脱した。
ミス農大落としには武藤のセコンドとして参加。武藤本人をも超える圧倒的な女王様ぶりを見せる（本人よりも状況を面白がっていた節あり）。トラブルやアクシデントを面白がる小悪魔的な一面がある。
小坂 伽沙凜（こさか きゃさりん）
農業経済学部2年（最終話:農業経済学部3年）。ベリーショートの髪が特徴で、ホットパンツにサイハイソックスを愛用。農志会の一員として広報関連の役職についているようで、第95話では武藤や畜産科の呼びかけや農大版オクトーバーフェストでの校内アナウンスを行っている。立花教授からは自分のゼミの長谷川的存在になって欲しい、と期待されている。
第100話では、食料自給率の観点から規格外野菜の必要性についてレポートを取り、武藤や長谷川と議論を交わしていたが、武藤にそそのかされて長谷川に噛み付き、武藤とともに吊るされた。
小坂を知る学生からは「性格も良い」と評されている。
「世界に通用する名前を」ということで祖父に「伽沙凜」と名付けられ、両親がイタイ親だと思われるのが嫌で名前を隠していたが、ミス農大落としに参戦した際、不本意な形で本名が学内に知れ渡った。
中山ちさ（なかやま ちさ）
畜産学部3年（最終話:畜産学部4年）。通称「畜産メガネっ娘」。収穫祭の出店では、「食べるということは命を頂くこと」というテーマで、子供たちの前で生きたニワトリを屠畜（屠殺）し、調理するというショッキングなから揚げの実演販売をした。
畜産学科の絶対的アイドルで、ミス農大落としが開催された際に推薦票数で1位になっている。普段は小柄だがメリハリのあるプロポーションをつなぎで包み、髪も作業の邪魔にならないよう後ろで1本の三つ編みにしている。メガネの奥は切れ長の瞳が印象的な美人である。
ミス農大落としの最中に牛のキャサリンが産気づき、他の畜産科の学生が止めるにもかかわらず「畜産に関わる者に、自らの家畜より優先させるものなどありません」と揺るぎない畜産愛を述べ、途中棄権した。生真面目な性格で、ちゃらんぽらんな武藤を嫌っている。
長峰（ながみね）
畜産学部3年（最終話:畜産学部4年）でホルヌッセン同好会長。第11話の新入生説明会でトイレから帰ってきたところで登場。紙が無かったため、手で拭くという荒業をしたため、沢木と握手した際、手に多数E.コリがついており、危うく食中毒騒ぎとなるところ（沢木の能力により未然に防がれたが）だった。その後秋の収穫祭で畜産が優勝したことへの感謝祭という事で牛祭りを企画するが、武藤の提案によりオクトーバーフェストへと発展するも、企画自体は半ば乗っ取られたに近い。
金城 優（かねしろ ゆう）
沖縄県にある、某農大実験農場の職員。小麦色の肌が健康的に映るボーイッシュな容姿の女性。女装前の蛍に瓜二つ（通称：2人目）。「沖縄本島の大学卒業後に現職に奉職した」ことを自ら語っているので、実年齢は蛍よりも上。故郷に思い入れがあり沖縄の未来を憂えている。かなりの酒豪で、発酵蔵ナンバー1を誇る酒豪の武藤との飲み比べでも負け知らずである。
蛍と瓜二つと聞いていたため上京した際に会えるのを楽しみにしていたが、女装していた蛍がよもや「結城蛍」本人とは思わず、「日吉さん」として接していた。沖縄に帰る際に、本来の男装姿でお別れのあいさつに現れた蛍と言葉を交わしても同一人物であると気づかないままであった。
アニメでは初登場となる沖縄のエピソードがオミットされたため登場せず、2期において原作では再登場していた辺りが映像化された時も金城なしの編成になっている。
金城のおじい
沖縄の某農大南の島実験農場の元管理人で、優の祖父。樹や菊二とも親交がある。
三上（みかみ）
某農大教授。農志会電脳部顧問。気功の使い手で、教授昇進を賭けた対決では4年連続で立花を破っており、5年目の夜の収穫祭ではプロフェッサー三上17連コンボで立花を病院送りにした。
立花（たちばな）
声 - 吉田真澄
某農大助教授。もう教授に昇進するだけの実績は上げているらしいが、収穫祭での教授昇進への承認を賭けた対決をおもしろがっている三上だけに昇進を反対されている、という噂がある。
UFO研
かつて武藤が会長を務めていたサークルのメンバー。さえない男ばかり4人組。現在のリーダーは副会長だった蒼井（あおい）という男子学生。武藤の脱退後は武藤ファンクラブと化し、武藤グッズ（ポスター、抱き枕、フィギュアなど）を自主制作している。UFOに関する知識は豊富だが、反面一般的な知識は乏しく、インフルエンザウイルスが増殖・変異するのに好適な環境を偶然作り出した上で共同生活を送ったり、土を真空パックしてボツリヌス菌が毒素を作り出す環境にするなどし、そのつど除菌されている。美里と川浜には、「俺たち以上のバカ」と評されている。
武藤を発酵蔵の者達に奪われたという逆恨みから、報復として樹が育てていた田んぼの稲を倒して人工ミステリーサークルを作ったが、報復返しに樹が作った自家製黒色火薬爆弾（通称「沢木バクダン」）で部室を爆破されたうえに爆弾作成の濡れ衣まで着せられ、廃部処分となる。しかし廃部後も大学には一応通っており、後に倉庫の中で細々と地下活動していた所を、武藤にオクトーバーフェストの協力を依頼され、宣伝や装飾を担当した。
自治寮レジスタンス（自治会レジスタンス、元自治寮レジスタンス）
声 - 小田敏充 ・斉藤隆史（1期） ・増元拓也（2期）
大学の自治寮住人。特に春祭の際にで早々に校票を取られた、眼鏡をかけた太目の男と中肉中背で白い帽子をかぶっている2人を指す。長谷川と武藤とのコンパ目当てに、美里達に農志会の情報を提供し、大将ロボを倒す作戦を立て生き残りを集めた。しかし、実現した長谷川とのコンパは参加した全員が盛り上げ下手だったために失敗した（しかし、その原因が口下手な自分たちであると認めず、沢木に責任転嫁した）。その後も何度か登場し、収穫祭では美里達に田中恭子の情報を教えるなどの役割を担った。女性たちがお風呂に入っているのを覗こうとするなど、精神年齢はかなり幼い。
農志会
某農大の自治組織。一般的な大学の自治組織よりもかなり大掛かりで、祭りやイベントのみならず某農大の統治に大きな役割を果たしている。殺菌消毒専門の「防疫班」、農志会系運動部員で構成される「農志会遊軍」、学内警察の「農志会改方」など組織構成も本格的。

## 親類・その他
日吉 菊二（ひよし きくじ）
声 - 藤本譲
「日吉酒店」の隠居。菌に好かれており、外出する際には酒屋に棲みついている蔵つきの菌がくっついてくる。菌が見える沢木はその様子を「菌のオバケ」「巨大な粘菌」と例えた。どの学校の同期かは不明だが、作中には樹慶蔵と同期という下りがあり、醗酵蔵の面々を「樹慶蔵の子供たち」と呼んでいる。日本の政財界の大物が集まる「夜の日吉酒場」の主宰者。
日吉 友春（ひよし ともはる）
声 - 日野聡
「日吉酒店」の店主で、祖父曰く掃除が得意な綺麗好き。タレントになる夢を諦め切れないが、養成所に通うでもなくアングラ活動するでもないため、祖父が経営する日吉酒店で働いている。現在、蛍が目指す新装・日吉酒店に置く美味しい日本酒を探すよう、蛍に強制的に担わされたため、全国を放浪中。日本酒を探しに行ったはずだが、最初に日吉酒店に送り込んできたのは「かのうファーム」の地ビールだった。ただ蛍からは「酒（の味）を見る目がある」と評価されている。
容姿はお笑い芸人のケンドーコバヤシに似ており、美里のようにモデルとしたことを認める形にはなっていないものの、「笑い飯全一冊」に掲載された漫画にて美里とともにネタにされた。「トモハル」という名前もコバヤシの本名「小林友治」と同じ読み方である。
沢木 惣右衛門 直継（さわき そうえもん ただつぐ）
直保の兄で沢木もやし店の本来の跡継ぎ。自分の欲望に忠実な性格で、沢木もやし店を継ぐのを嫌い、大学卒業後先の見通しもなく渡米（家族には勝手に就職したことになっており、渡米したことも直保以外の家族には秘密）。ニューオーリンズで路銀が尽きたため、現在はそこで生活している。蛍を気に入っているようで、女装した彼を「可愛い」と抱きついていた。
結城のじいさん
樹教授から西野の酒蔵を再建する為に杜氏として紹介され、結城酒造の古参である徳さん伸さんを連れ西野の酒蔵入りする。女装姿の蛍を初めて見た際、冷静な反応をしてると思われたが、樹教授に挨拶を済ませた途端に蛍に詰め寄り罵詈雑言を浴びせた言動がかなりパワフルな老人。
西野の酒蔵を任された事により発酵蔵の面々（特に蛍）に激しいライバル心を見せ、醗酵蔵の作る酒より美味い酒を作ると豪語した。しかし、双方の品評の際に醗酵蔵の荒くクセの強い酒に対し、当たり障りの無い無難な酒という評価を受けショックを受ける。
長谷川の父
声 - 柴田秀勝、演 - 団時朗
長谷川の父親。資産家。仕事上の関係から龍太の両親と仲が良く、龍太と遥を許嫁として結婚させようとしていた。遥を農の道にそそのかしたとして樹のことは快く思っていない。屁理屈で大学に残り続ける遥に業を煮やし、結婚させる目的を隠したまま遥を龍太との婚前旅行に連れ出し、その際学校に退学届を出すという強行手段に出る。旅先のフランスでの紆余曲折から婚約が破棄された後は、破棄は両人の意志であるにもかかわらず家族会議を開いたりしていたが、結局そのままで落ち着くことを認めた模様。
ホセ / カルロス
川浜の弟たち。ホセは次男で、川浜そっくりな顔に高身長・筋肉質な体格が特徴。カルロスは三男で、目鼻立ちのはっきりした顔立ちに中肉中背の体格と色黒の肌が特徴。このように明らかな違いがあるが、沢木と蛍以外の人間には区別がつかないという不思議な現象が起きている。メキシコ在住だが、アメリカに来た川浜に会うためにニューオーリンズまでやってきた。
単行本10巻で初登場するより前に、5巻の段階で欄外の川浜の紹介に名前だけ出ているが、ここではカルロスが次男、ホセが三男、と説明されている。また、9巻で名前が登場するシーンでも、カルロスの方がホセより上であるような書かれ方をしていた。
小坂 太郎 / 美智子（こさか たろう / みちこ）
小坂伽沙凜の両親。娘を溺愛している。ふたりとも娘とは全く似ていない。娘がミス農大落としに出場するということで、その晴れ姿を見るため、遠路はるばる訪れた。当時出産が始まっていた農大の牛（キャサリン号）が自分の娘と同じ名前だったため、その話題が流れたとき、動揺し娘に詰め寄ったことが原因で、小坂の下の名前がばれてしまう結果となった。
西野の父
造り酒屋を営む。
円が生まれたとき、それを記念して日本酒を作る。酒に関してはかなりプライドを持っている。
マリー
声 - 沢城みゆき、演 - 岡本あずさ
フランス人の少女。日本語が堪能で、髪や目の色以外の容姿は女装の蛍そっくり（通称:3人目）。白いロリータ調の服装が主。通称白ゴス。ブルゴーニュのワイナリーの娘で、祖父に仕込まれたためワイン作りの知識は一流。語学、料理の腕もかなりのもの。仏ワインを取り巻く状況を快く思っていない。
長谷川を追ってフランスにやって来た沢木達を誤って車で轢いてしまい、その弱みでガイド兼通訳をする羽目になる。父との間に溝があったが、沢木らの行動をきっかけにして溝を埋め、本意の道を選ぶ。
長谷川に会うために来日するついでにニューヨークに立ち寄り、エンパイアステートビル最上階に昇ろうとしたが何時間も待たされる目に遭い、怒りと不満の勢いで長谷川に電話して大袈裟な口調で愚痴をこぼした。長谷川はそれに対し、助けを求められていると解釈し、すぐさま小型ジェット機を手配してマリーの元へ駆けつけるために渡米した（合流後、事の真相を話し、唖然とする長谷川たちに悪びれる様子はなく堂々と開き直った）。急遽渡米した長谷川らを追ってきた蛍と樹教授とも合流し、散々遊んだあと満足して日本に行くことなくフランスに帰国した。蛍と初めて対面した時、気恥ずかしさからゴスロリ服ではない格好を見せるが、蛍との相思相愛に気づくと、一瞬にして白いゴスロリ服に戻り、その後は蛍と意気投合している。
ドラマ版では最終回のラストカットにのみ登場している。
加納はな（かのう はな）
身長148cmのメガネっ娘。小柄で童顔のため幼く見えるが、実年齢は27歳（長谷川より年上）。地ビール生産を行っているかのうファームの醸造責任者。小さな牧場の中で経営しているため、醸造は基本的に1人で行っている。美味しい日本酒を探す旅に出ていた日吉友春の紹介で、日吉酒店を訪ねる。
武藤が地ビールに対して偏見を持っていたため彼女とは初対面で険悪になってしまったが、その後すぐに両者の仲は修復され、武藤が地ビールに対する意識改革を行う際にはお互い協力し合う仲になり、農大でのオクトーバーフェストへのきっかけを作った。武藤によれば、抱き枕としてちょうどいい大きさらしい。
「もやしもん リターンズ」では最終回のラストで（顔出しではないものの）僅かに登場している。
バーテンくん
声 - 松本忍
本名不明。亜矢と同じ店で働く男性。酔客に対して角を立てないようにあしらう高度な話術を持つ一方で、やや子供っぽい部分も併せ持つ。
龍太（りゅうた）
声 - 大川透、慶長佑香（少年時代）
長谷川の幼馴染であるとともに、親同士が勝手に決めた長谷川の許嫁。小太りで眼鏡をかけた男性。自惚れと自己愛が強い性格。長谷川曰く、長谷川と年齢が近い（20代半ば〜後半）。
フランス編では、ワインを飲んだ長谷川の「甘え癖」に恐怖の一夜を過ごした。その後は牡蠣を食べてノロウイルス（ガストロ）に当たって倒れ、長谷川に看病されながら、虚勢を捨てて本心を吐露、婚約を破棄した。
田中 恭子（たなか きょうこ）
声 - 菊地亜美（アイドリング!!!）、演 - 板野友美（AKB48）
某農大の収穫祭に呼ばれたアイドル。ファンからの愛称は「キョコタン」ないし「タナキョー」。
ドラマ版ではアニメ版のオープニングテーマをカバーした。

## 菌やウイルス
本作に登場する細菌・古細菌・菌類・ウイルス達。可愛くデフォルメしたデザイン（沢木の主観に準じている）で登場する。
名前表記は作中ではアルファベット一字+ピリオド+カタカナであるが、これは生物の学名が属名+種小名という構成になっており、この属名を略するときにその属名の頭文字にピリオドをつけて示すやり方を継承している。しかし、同じ頭文字でも全く異なる生物である例がある。たとえばA.は細菌の酢酸菌と皮膚常在菌、真菌のコウジカビと白癬菌と蜂の巣カビ、アルテルナリアがまじっている。作中ではウイルスも菌と同じように扱われているが、ウイルスは非生物とする場合もあり菌ではなく、菌類、細菌、古細菌もそれぞれ界またはドメインレベルで区別される生物群である。
菌達は「かもすぞー」が口癖で、特に危険な菌は「かもしてころす」と言う。大勢でいる場合は騒いでいる事や合体して巨大化することも多い。作者には彼らのオリジナルストラップ製作の夢があったが、単行本第4巻の限定版付録として実現した。菌達はなぜか自分達が人間社会に与える影響など知識豊富で、作中で人間に代わり解説をすることもある。特にキノコ類はコロニー（茸）を建造物と呼び、自分達を企業と自負するなどゼネコン発言が多い。
他作家の作品にも多数登場している。
アニメ版においては、特記したもの以外のほとんどの声を斎賀みつきが担当しているが、実際には出演したキャスト全員も担当している。
ドラマ版では、A.オリゼー役をアニメと同じく冬馬由美が担当し、他の菌については役名を一纏めに「VOICES OF 菌」とされ、川野剛稔と古森奈保子が主に担当したが、中村優一、はねゆり、たむらぱんが担当することもあった。
以下は主要メンバーのみ解説する。
A.オリゼー（Aspergillus oryzae）

声 - 冬馬由美
ニホンコウジカビ。沢木が幼少の頃から実家の蔵で一緒に遊んでいて、いつも沢木の肩や頭に乗っかっている、菌側の主役的存在。沢木に助言やアドバイスをすることもある。大体の事は自分で出来ると思っているらしい。合体して巨大化することも。デンプンを糖に分解し、S.セレビシエとの共同作業である並行複発酵により日本酒を作り出す。温暖な気候を好む。第38話と7巻ではメインで活躍した。もやしもん限定酒『純米吟醸生 かもすぞ』のラベル絵の一菌。コミックス2巻の欄外で沢木に扮した事があり、6巻では虫歯菌や「ゲゲゲの鬼太郎」の目玉おやじに扮した（その時の沢木は鬼太郎のようであった）。また、7巻では諸葛亮のコスプレもしている。一人称は「僕」。
A.ソーエ（Aspergillus sojae）
声 - 沼倉愛美（2期）
ショウユコウジカビ。高濃度の塩分にも強く、醤油や味噌をかもす。また、事実上自然界には分布せず、種麹屋をはじめ醤油工場など限られた場所にしか存在しないため、ソーエは醤油製造の歴史の中で進化してきた種類のコウジカビだと推測されている。うまみについて語らせると長いらしい。A.オリゼー同様第38話および7巻の主役。作中では近縁であるオリゼーと似た外見で描かれているが、ツノ状の胞子がオリゼーは5本あるのに対し、ソーエには4本しかない。大人な性格で、幼少時代に菌が見えることで周りから気味悪がられていた沢木を励ましたり、長谷川奪還のために沢木がフランスに旅立つ前に醤油と味噌を持っていくのを拒んだ際に一喝したことがある。オリゼーと共に沢木の肩に乗っかっていることがある。7巻では『愛と青春の旅だち』のフォーリー軍曹のコスプレをした。一人称は「俺」。
B.ナットー（Bacillus subtilis var. natto）
名前の通り納豆菌。アジアにはたくさんの親戚がいる模様。一人称は「僕」。
C.トリコイデス（Cladosporium trichoides）

声 - ムーディ勝山（1期のみ）
クロカビの1つ、クラドスポリウム。風呂場のクロズミはこの菌によるもの。漫画では「雑菌」として他の菌と共にモブとしての登場が主であるが、アニメやドラマでは出番が多い。一人称は「僕」。
E.コリ（Escherichia coli）
大腸菌。糞と一緒に出ると、表皮常在菌に駆逐される運命。遺伝子組み換えによってインディゴ染めやインスリンの生産などに活用されるが、悪玉菌であるため自分の働きを啓蒙しようとしている。いつも余計なことを言い、他の菌から乳酸やらなんやらを投げつけられている。体内以外にも湿潤な場所に存在している。高梨みどり『銀座の番ねこ』をかもした。
P.クリソゲヌム（Penicillium chrysogenum）

声 - 神田朱未
青カビの一種。
ペニシリンを産生するので有名だが、非常にありふれたカビなので、純粋培養したところで売り物にはならない。作中ではA.オリゼー、S.セレビシエと共に出番が多いが、醗酵蔵での作業中の回に入ると途端に出番がなくなってしまう。一人称は「僕」。
L.ヨグルティ（"Lactobacillus yogurti"）
声 - 仲村みう
日本産のヨーグルトによく入っていることから、ちょんまげがついたデザインで描かれ、語尾に「ござる」をつけて喋る。現在は菌の分類が変わり、学術的にはこの名前は使われておらず、Lactobacillus helveticusと呼ばれている。一人称は「拙者」。
S.セレビシエ（Saccharomyces cerevisiae）

声 - 玉川美沙
酵母の一種（出芽酵母、協会酵母）。糖をアルコールに変える。以前はS.カワチという名で呼ばれており、焼酎酵母と呼ばれる事もある。親戚にはパンや醤油の製造に活躍するものがいる。「かもすぞ」という台詞を最初に言った菌でもある。作中では純粋培養された酵母の額には文字や数字が入っていて、野生の酵母にはそれがない。また、野生の酵母は口調が荒い。
登場時は蛍の側にいることが多い。オリゼーと共にもやしもん限定酒『純米吟醸生 かもすぞ』のラベル絵となっている。頭のたんこぶのようなものは家族の出来た（出芽した）証である（こぶなしが独身、こぶありが親＝子という扱い）。コミックス2巻の欄外では川浜に扮していた。